# Brooklyn College-Flatbush Avenue
Brooklyn College-Flatbush Avenue is een station van de metro van New York aan het einde van de Nostrand Avenue Line. Het station wordt gebruikt door lijn 2 en lijn 5. Lijn 2 rijdt 24 uur per dag, lijn 5 rijdt alleen tijdens de spits door naar Flatbush Avenue.